# Symphonie no 103 de Joseph Haydn
« Roulement de timbales »
La Symphonie no 103 en mi bémol majeur, « Roulement de timbales » (« Paukenwirbel » en allemand), Hob. I: 103, de Joseph Haydn a été composée en 1795. Elle est l'avant-dernière des douze symphonies dites « londoniennes », considérées comme les plus belles de Haydn. La création eut lieu à Londres le 2 mars 1795.
La forme de cette symphonie correspond à celle de la symphonie classique en quatre mouvements.

## Effectif musical
| Instrumentation de la 103e symphonie                                  |
| Cordes                                                                |
| premiers violons, seconds violons, altos, violoncelles, contrebasses, |
| Bois                                                                  |
| 2 Flûtes, 2 Hautbois, 2 Clarinettes en si b, 2 Bassons,               |
| Cuivres                                                               |
| 2 Cors en mi b, 2 Trompettes en mi b,                                 |
| Percussions                                                           |
| Timbales.                                                             |

Lors de la création Joseph Haydn dirige l'orchestre au pianoforte.

## Analyse

### Adagio, Allegro con spirito
1. Adagio (en do mineur, à 
, mesures 1 à 39) - Allegro con spirito (en mi bémol majeur, à 
, mesures 40 à 201 - Adagio, mesures 202 à 213 - Allegro con spirito, mesures 214 à 229

La structure est celle d'une forme-sonate bithématique avec une introduction lente. Ce mouvement débute par un étonnant roulement de timbale donné à découvert (qui donne son nom à la symphonie), un des débuts les plus étranges de la littérature symphonique. Le thème qui suit évoque les quatre premières notes du Dies iræ sur un tempo ralenti, au rythme imperceptible. L'allegro s'ouvre « piano » sur un thème léger, auquel répond « forte » le passage du Dies iræ sur un rythme accéléré donnant au mouvement une tonalité populaire. Chose inhabituelle dans la structure classique : l'introduction lente est reprise lors de la réexposition.

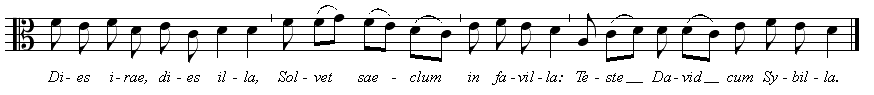
Thème du Dies iræ

Introduction de l'Adagio :
Introduction de l'Allegro con spirito :

### Andante più tosto Allegretto
1. Andante più tosto Allegretto, en do mineur/do majeur, à

La structure est en forme de doubles variations sur deux thèmes ayant chacun l'allure d'une marche lente. Les deux thèmes sont proches, le premier en ut mineur et le second en ut majeur. Les quatre variations (deux pour chaque thème) font alterner des atmosphères très différentes, allant du style galant au style héroïque. Au fil des variations, l'orchestration est de plus en plus recherchée donnant une impression de distanciation par rapport au matériau de départ.
Introduction de l'Andante più tosto Allegretto (do mineur) :
Deuxième thème (do majeur), à la mesure 27 :

### Menuetto
Le menuet (conforme aux règles de composition de la symphonie classique) est en mi bémol majeur, à 
 et comporte 80 mesures.
Première reprise du Menuetto :
Première reprise du Trio :

### Allegro con spirito
- Allegro con spirito, en mi bémol majeur, à , 399 mesures

Le finale est en mi bémol majeur. Le mouvement est résolument monothématique. Les trois parties de la forme sonate classique (exposition, développement, réexposition) sont introduites par un thème unique sous sa tonalité d'origine. Haydn réussit le tour de force d'utiliser un seul motif sans répétition textuelle et en maintenant l'attention par l'impression d'une dramatisation qui ne faiblit pas. Beethoven se souviendra de cette page lors de la composition de sa cinquième symphonie.
Introduction de l'Allegro con spirito par les cors en mi bémol :
Premier thème exposé par les cordes (mesure 5) :

## Enregistrements
- Orchestre philharmonique de Radio-France - Direction Ton Koopman - DVD chez Naïve - Le DVD sert de support à la leçon de musique de Jean-François Zygel: Les clés de l'orchestre.
- Academy of St Martin in the Fields - Direction Neville Marriner chez Philips.